# Hamamatsu
Hamamatsu (dt. „Strandkiefern“; japanisch 浜松市 Hamamatsu-shi, „[kreisfreie] Stadt Hamamatsu“, englisch Hamamatsu City/City of Hamamatsu/Hamamatsu, Shizuoka) ist eine Großstadt in der Präfektur Shizuoka auf Honshū, der Hauptinsel von Japan. Sie liegt an der Pazifikküste am Hamana-See und hat circa 800.000 Einwohner, womit sie auf Platz 17 der größten Städte Japans liegt. Hamamatsu ist eine bedeutende Industriestadt. Namhafte Firmen der Automobilindustrie wie Yamaha oder Suzuki sowie Hersteller von Musikinstrumenten wie Kawai und Roland haben hier ihren Firmensitz. Das Gebiet um Hamamatsu hat sich in den letzten Jahrzehnten auch zu einem Forschungs- und Industriezentrum der Optoelektronik entwickelt.

## Geographie

### Geographische Lage
Hamamatsu liegt an der Küste zum Pazifik an der Tōkaidō-Shinkansen-Trasse zwischen Nagoya und Yokohama.
Bis 2005 war das Stadtgebiet im Osten durch den Fluss Tenryū, im Süden durch den Pazifik und im Westen durch den Hamana-See begrenzt. Während der Hamana-See durch einen breiten Zugang zum Meer mit Brackwasser gefüllt ist, wird der zentral gelegene kleinere Sanaru-See mit Süßwasser gespeist. Nach der Erweiterung des Stadtgebiets nach Norden erstreckt es sich heute bis in das Akaishi-Gebirge, in dem die Nordostgrenze liegt und der Fluss Tenryū bildet jetzt die Nordwestgrenze, wo die Sakuma-Talsperre an der Grenze zur Präfektur Aichi liegt. Der Fluss wechselt im unteren Teil des gleichnamigen Stadtbezirks (Tenryū-ku) an die Ostgrenze. An der Pazifikküste befinden sich bei Nakatajima (中田島) die Nakatajima-Sanddünen, die drittgrößten natürlichen Sanddünen Japans.

### Stadtgliederung
Im Juli 2005 kam es im Rahmen einer Gebietsreform zur Integration von elf angrenzende Gemeinden aus Enshū (ein anderer Name für die frühere Provinz Tōtōmi) in die Stadtgrenzen, darunter auch die Städte Tenryū und Hamakita im Norden mit knapp 22.600 beziehungsweise 86.500 Einwohnern sowie die Städte Inasa (14.500), Mikkabi (16.000) und Hosoe (22.000) im Westen; seither zählt die Stadt ca. 800.000 Einwohner.

#### Bezirke bis 2023
Als „Stadt per Regierungsverordnung“ (seirei shitei toshi) ist Hamamatsu seit dem 1. April 2007 in sieben Stadtbezirke (-ku) unterteilt. Diese waren zunächst:

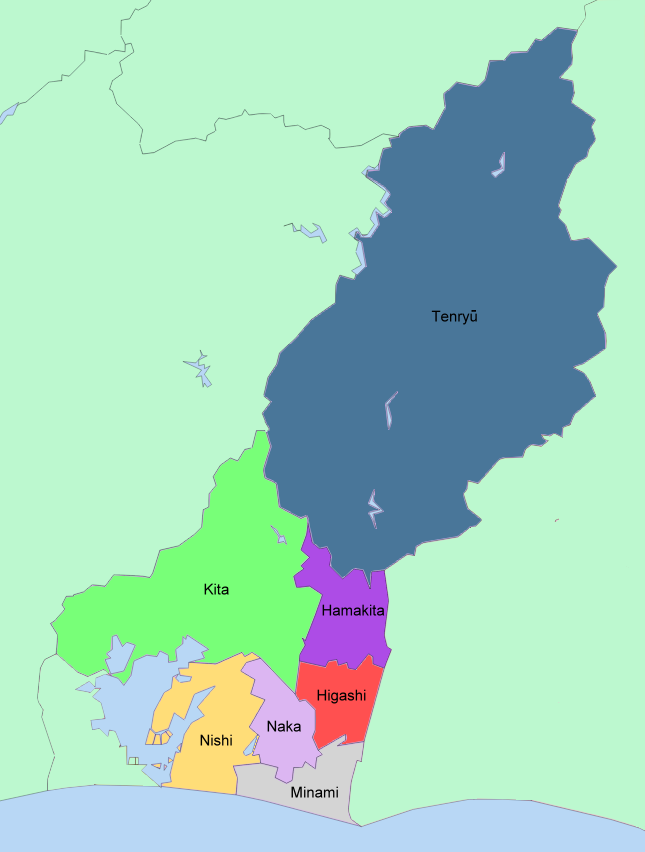
Stadtbezirke von Hamamatsu

| Code mit Prüfziffer | Name                      | Name      | Fläche (in km²) | Bevölkerung | Bevölkerungs- dichte (Ew./km²) |         |
| Code mit Prüfziffer | lateinische Transkription | japanisch | 01.10.20171     | 01.10.20182 | 01.10.20153                    |         |
| ------------------- | ------------------------- | --------- | --------------- | ----------- | ------------------------------ | ------- |
| 22131-7             | Naka-ku                   | 中区      | 44,34           | 235.320     | 237.443                        | 5355,05 |
| 22132-5             | Higashi-ku                | 東区      | 46,29           | 129.279     | 128.555                        | 2777,17 |
| 22133-3             | Nishi-ku                  | 西区      | 114,71          | 109.691     | 111.353                        | 970,73  |
| 22134-1             | Minami-ku                 | 南区      | 46,84           | 100.583     | 100.870                        | 2153,50 |
| 22135-0             | Kita-ku                   | 北区      | 295,54          | 93.016      | 93.567                         | 316,60  |
| 22136-8             | Hamakita-ku               | 浜北区    | 66,50           | 98.106      | 95.900                         | 1442,11 |
| 22137-6             | Tenryū-ku                 | 天竜区    | 943,84          | 28.030      | 30.292                         | 32,09   |
| 22130-9             | Hamamatsu-shi             | 浜松市    | 1558,06         | 794.025     | 797.980                        | 512,16  |

#### Bezirke seit 2024
Seit dem 1. Januar 2024 gliedert sich die Stadt Hamamatsu nur noch in drei Bezirke.
| Städte und Dörfer (-shi/-chō/-son) vor 2005 | [Verwaltungs-]Bezirke ([gyōsei]-ku) von Hamamatsu-shi | [Verwaltungs-]Bezirke ([gyōsei]-ku) von Hamamatsu-shi | Anmerkungen |
| Städte und Dörfer (-shi/-chō/-son) vor 2005 | 1.4.2007–31.12.2023                                   | seit 2024                                             | Anmerkungen |
| ------------------------------------------- | ----------------------------------------------------- | ----------------------------------------------------- | ----------- |
| Hamakita-shi                                | Hamakita-ku                                           | Hamana-ku                                             |             |
| Inasa-chō                                   | Kita-ku („Bezirk Nord“)                               | Hamana-ku                                             |             |
| Mikkabi-chō                                 | Kita-ku („Bezirk Nord“)                               | Hamana-ku                                             |             |
| Hosoe-chō                                   | Kita-ku („Bezirk Nord“)                               | Hamana-ku                                             |             |
| Hamamatsu-shi                               | Kita-ku („Bezirk Nord“)                               | Hamana-ku                                             |             |
| Chūō-ku („Bezirk Mitte“)                    | Kita-ku („Bezirk Nord“)                               | Gebiet Mikatahara                                     |             |
| Chūō-ku („Bezirk Mitte“)                    | Minami-ku („Bezirk Süd“)                              |                                                       |             |
| Chūō-ku („Bezirk Mitte“)                    | Naka-ku („Bezirk Mitte“)                              |                                                       |             |
| Chūō-ku („Bezirk Mitte“)                    | Higashi-ku („Bezirk Ost“)                             |                                                       |             |
| Chūō-ku („Bezirk Mitte“)                    | Nishi-ku („Bezirk West“)                              |                                                       |             |
| Chūō-ku („Bezirk Mitte“)                    | Maisaka-chō                                           |                                                       |             |
| Chūō-ku („Bezirk Mitte“)                    | Yūtō-chō                                              |                                                       |             |
| Tenryū-shi                                  | Tenryū-ku                                             | Tenryū-ku                                             |             |
| Haruno-chō                                  | Tenryū-ku                                             | Tenryū-ku                                             |             |
| Sakuma-chō                                  | Tenryū-ku                                             | Tenryū-ku                                             |             |
| Tatsuyama-mura                              | Tenryū-ku                                             | Tenryū-ku                                             |             |
| Misakubo-chō                                | Tenryū-ku                                             | Tenryū-ku                                             |             |

### Bevölkerung
Als Hamamatsu 1911 den Status einer Stadt erhielt, lebten dort gerade mal circa 37.000 Menschen. 17 Jahre später war die Bevölkerung 1928 schon auf 100.000 angestiegen. Das Wachstum setzte sich nach einem leichten Rückgang zu Ende des Zweiten Weltkrieges rasant fort, und so lebten 1957 schon 300.000 Menschen in der Stadt. 1982 wurde die Marke von einer halben Million Einwohner überschritten. Zum Zeitpunkt der Gebietsreform von 2005 betrug die Zahl circa 600.000 und vergrößerte sich durch die Eingemeindungen auf 800.000.
| Jahr      | 1911   | 1928    | 1945   | 1954    | 1957    | 1982    | 2003    | 2005    |
| Einwohner | 37.000 | 100.000 | 81.000 | 200.000 | 300.000 | 500.000 | 600.000 | 800.000 |

Der Anzahl ausländischer Bewohner beträgt circa 29.000, was einem Anteil von 3,5 % entspricht. Mit 16.000 bilden davon die brasilianischen Einwanderer die Mehrheit und Hamamatsu hat damit landesweit die meisten brasilianischen Einwohner. Teile der Webpräsenz der Stadt werden auch in Portugiesisch angeboten.

### Klima
In Hamamatsu herrscht ein warmgemäßigtes Klima. Die Sommer sind heiß und feucht, mit den meisten Niederschlägen im Juni und Juli während der japanischen Regenzeit Tsuyu. Im Herbst kommt es zu einer zweiten schwächeren Regenzeit, die im September geprägt ist durch zahlreiche tropische Wirbelstürme. Diese sich über dem Pazifik bildenden Taifune verursachen starke Niederschläge und Winde, was zu erheblichen Einschränkungen des öffentlichen Lebens führen kann. So erreichte der Kategorie-4-Taifun Roke (Onyok) 2011 maximale Spitzenwindgeschwindigkeiten von 260 km/h, bevor er einen Tag später am 21. September in der Nähe von Hamamatsu auf Festland traf. Die Winter sind trocken mit wenig Schneefall, aber aus Nordwest weht zu dieser Jahreszeit ein starker trockener Wind (Karakkaze).
Die durchschnittliche Jahrestemperatur beträgt 15,4 °C, die jährliche Niederschlagsmenge im Mittel 1.873 Millimeter. Der wärmste Monat ist der August mit durchschnittlich 26,5 °C, der kälteste der Januar mit 4,9 °C im Mittel. Der meiste Niederschlag fällt im Juni mit durchschnittlich 267 Millimeter, der wenigste im Dezember und Januar mit jeweils 52 Millimeter im Mittel.
|                        | Jan | Feb | Mär  | Apr  | Mai  | Jun  | Jul  | Aug  | Sep  | Okt  | Nov  | Dez  |   |      |
| Mittl. Temperatur (°C) | 4,9 | 5,5 | 8,4  | 13,9 | 18,0 | 21,4 | 25,1 | 26,5 | 23,3 | 17,8 | 12,7 | 7,5  | ⌀ | 15,5 |
| Mittl. Tagesmax. (°C)  | 9,1 | 9,7 | 13,0 | 18,3 | 22,1 | 24,8 | 28,3 | 30,1 | 26,9 | 21,8 | 17,1 | 11,8 | ⌀ | 19,5 |
| Mittl. Tagesmin. (°C)  | 0,7 | 1,2 | 3,9  | 9,6  | 13,9 | 18,0 | 21,9 | 23,0 | 19,8 | 13,9 | 8,4  | 3,3  | ⌀ | 11,5 |
|                        |     |     |      |      |      |      |      |      |      |      |      |      |   |      |
| Niederschlag (mm)      | 52  | 82  | 145  | 178  | 204  | 267  | 224  | 210  | 207  | 151  | 101  | 52   | Σ | 1873 |
|                        |     |     |      |      |      |      |      |      |      |      |      |      |   |      |
| Regentage (d)          | 11  | 12  | 15   | 16   | 15   | 18   | 18   | 16   | 18   | 15   | 12   | 10   | Σ | 176  |

| 0,7 |

| 1,2 |

| 3,9 |

| 9,6 |

| 13,9 |

| 18,0 |

| 21,9 |

| 23,0 |

| 19,8 |

| 13,9 |

| 8,4 |

| 3,3 |

| 0,7 |

| 1,2 |

| 3,9 |

| 9,6 |

| 13,9 |

| 18,0 |

| 21,9 |

| 23,0 |

| 19,8 |

| 13,9 |

| 8,4 |

| 3,3 |

## Geschichte

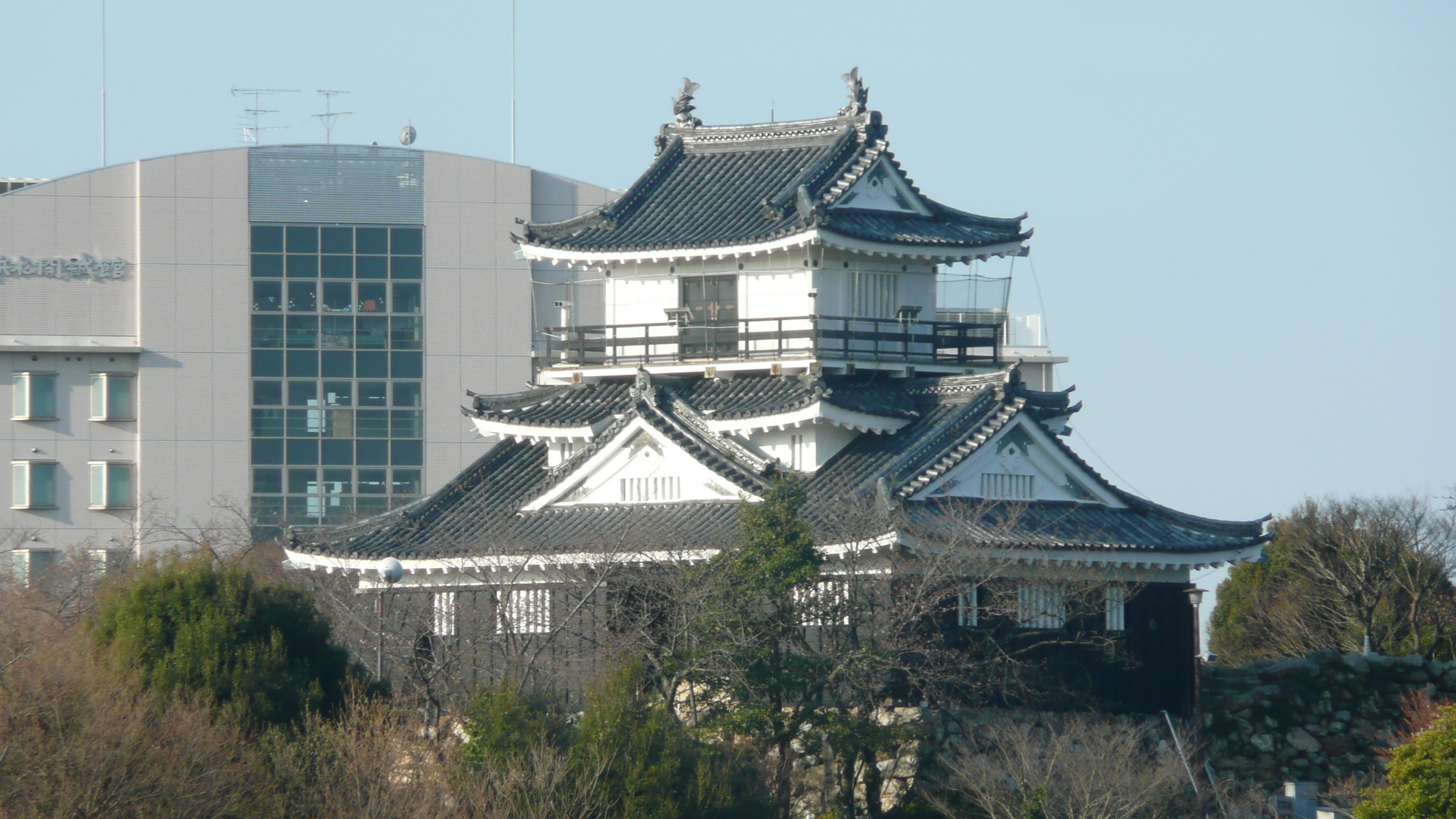
Burg Hamamatsu

Den Status als kreisfreie Stadt (shi) erhielt Hamamatsu offiziell erst am 1. Juli 1911. Allerdings wurde bereits 1570 vom ersten Shogun und Begründer des Tokugawa-Shogunats Tokugawa Ieyasu die Burg Hamamatsu als Militär- und Politikzentrum errichtet. Die jüngere Geschichte zeichnet sich durch folgende Meilensteine aus:
- 1871: Bei der Abschaffung der Lehen der Feudalzeit wird Hamamatsu Sitz der gleichnamigen Präfektur.
- 1876: Aufgabe der Präfektur Hamamatsu und Eingliederung in die Präfektur Shizuoka.
- 1878: Hamamatsu-Takamachi wird Sitz der Kreisverwaltung des Kreises Fuchi
- 1889: Bei der Modernisierung der Gemeindeordnungen entsteht die kreisangehörige Stadt (machi) Hamamatsu
- 1911: Hamamatsu wird kreisfreie Stadt (shi).
- 1912: Die Eisenbahngesellschaft Hamamatsu gründet eine Fabrik und startet mit der Produktion (heute: JR Tokai Hamamatsu Fabrik).
- 1925: Das 7. Luftgeschwader wird in Hamamatsu auf dem heute noch genutzten Gelände stationiert
- 1945: Während der alliierten Luftangriffe im Juni verbrennen weite Teile der Stadt.
- 1964: Pünktlich zu den Olympischen Spielen in Tokyo wird der Fernbahnhof der Tōkaidō-Shinkansen eröffnet.
- 1969: Die Tōmei-Autobahn wird für den Verkehr freigegeben.
- 2005: Am 1. Juli werden elf angrenzende Gemeinden ins Stadtgebiet eingemeindet.
- 2007: Am 1. April wurde sie zur Stadt per Regierungsverordnung.

## Politik und Verwaltung
- KPJ: 3
- Shimin club („Bürgerklub“; mit KDP): 7
- Sōzō Hamamatsu (~ „Schöpfung[skraft/Kreativität] Hamamatsu“): 5
- Ein-Mitglied-Fraktionen: 2
- Kōmeitō: 5
- LDP: 23

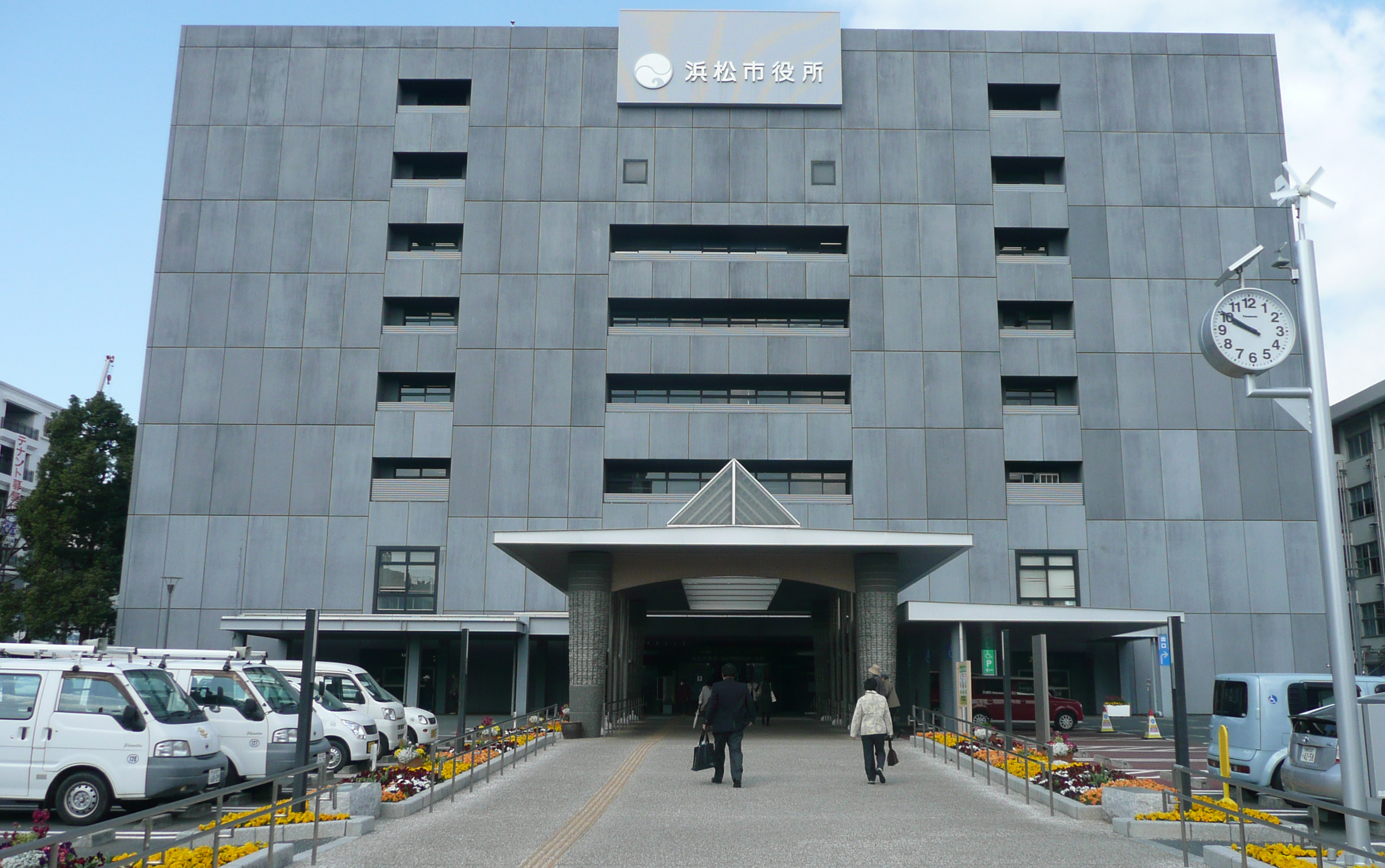
Rathaus von Hamamatsu

Zum Bürgermeister von Hamamatsu wurde bei der einheitlichen Wahl 2023 der ehemalige Sōmushō-Beamte und Vizegouverneur von Hokkaidō Yūsuke Nakano gewählt. Er setzte sich mit expliziter Unterstützung von LDP und Kōmeitō und über 80 % der Stimmen gegen den KPJ-gestützten Kandidaten Hiroshi Shimada durch. Vorgänger Yasutomo Suzuki war nach vier Amtszeiten nicht mehr angetreten.
Im 46 Mitglieder starken Stadtrat von Hamamatsu (Hamamatsu-shigikai) stellten 30 Abgeordnete ohne Parteinominierung, von denen sich meist ein erheblicher Teil der LDP-Fraktion anschließt, bei der (ebenfalls einheitlichen) Wahl 2023 die Mehrheit. Die LDP gewann sieben Sitze, die Kōmeitō fünf, die KPJ drei, die KDP einen.
Ins 68-köpfige Präfekturparlament von Shizuoka (Shizuoka-kengikai) entsenden die Bezirke Hamamatsus 15 Abgeordnete. In drei Wahlkreisen der Stadt Hamamatsu gab es bei der (ebenfalls einheitlichen) Wahl 2023 mangels Kandidaten keine Abstimmung.
Bei Wahlen zum nationalen Unterhaus erstreckt sich Hamamatsu seit 2024 in die Wahlkreise Shizuoka 7 und 8. Bei der Unterhauswahl 2024 gewannen LDP und KDP je einen.

## Sehenswürdigkeiten und Volksfeste

### ACT City

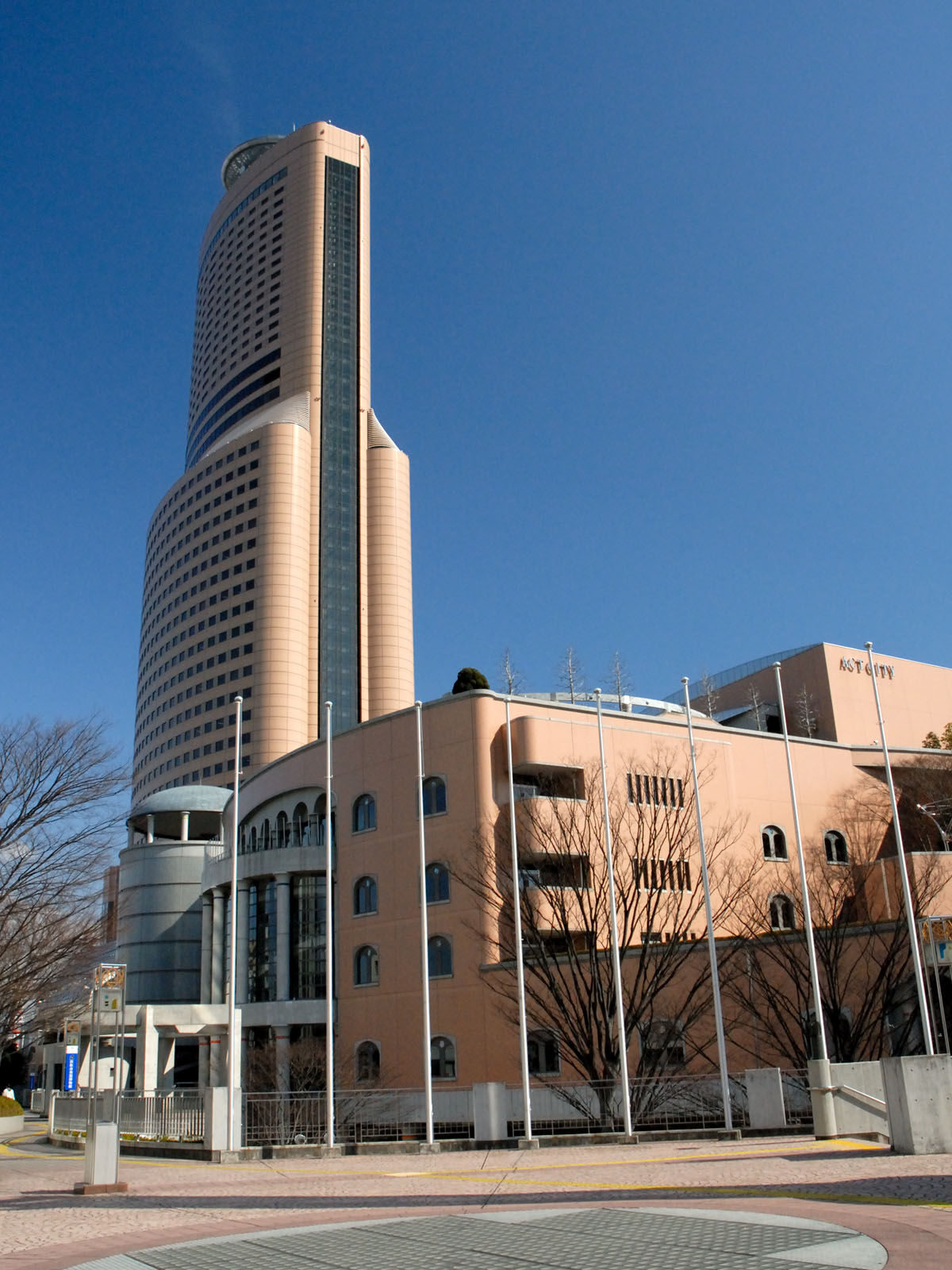
Der Act Tower ist das Wahrzeichen und höchste Gebäude der Stadt

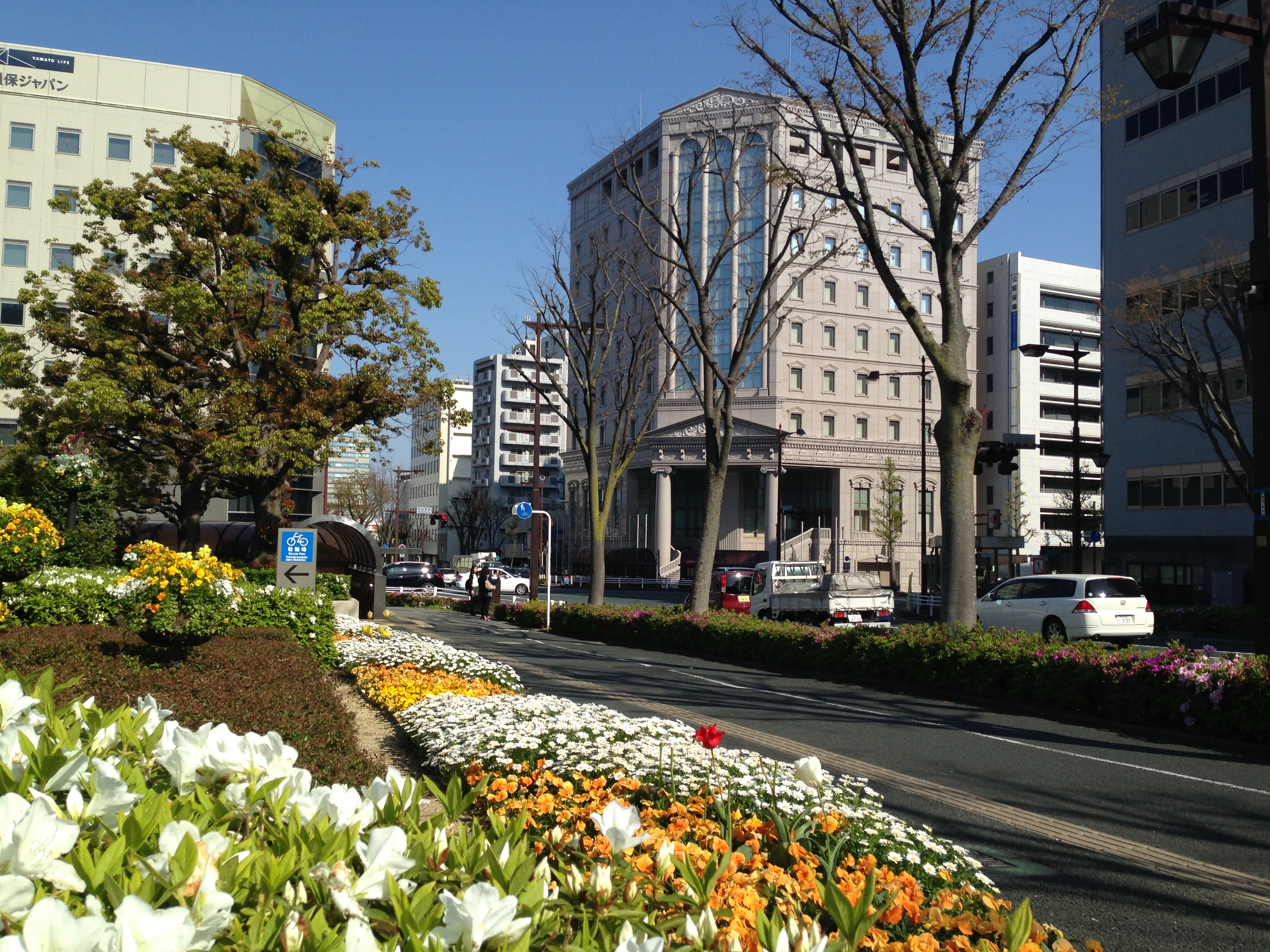
Hauptstraße

Die ACT City Hamamatsu (アクトシティ浜松) ist ein Gebäudekomplex im Stadtzentrum – direkt am Hauptbahnhof gelegen – mit dem ACT Tower als zentralem Element und Wahrzeichen der Stadt. Mit seinen 45 Etagen und 213 Metern Höhe ist er der einzige Wolkenkratzer Hamamatsus und der höchste der Region Tōkai. Der ACT Tower wurde 1994 fertiggestellt und soll mit seiner einer Harmonika nachempfundenen Form die Verbindung der Stadt zur Musik und zu Musikinstrumenten zum Ausdruck bringen. Die oberen Etagen beherbergen ein Hotel mit 324 Zimmern (Okura ACT City Hotel) sowie eine Aussichtsplattform in der obersten Etage. Zu dem Gebäudekomplex gehören weiterhin eine Konzerthalle speziell konzipiert für klassische Musik, eine Mehrzweckhalle mit über 2300 Sitzplätzen sowie eine Ausstellungshalle und ein Kongresszentrum. Weiterhin befindet sich hier das einzige öffentliche Musikmuseum Japans, in dem über 1300 Musikinstrumente aus allen Teilen der Welt ausgestellt werden; unter anderem ein originales Cembalo aus dem 18. Jahrhundert, gebaut von François-Étienne Blanchet.

### Ryugashi-Höhle
Die Ryugashi-Höhle (竜ヶ岩洞 Ryugashi-do) liegt im Stadtbezirk Kita-ku drei Kilometer vom Nordufer des Hamana-Sees entfernt, am Südhang des gleichnamigen Berges Ryugashi (359 m). Es handelt sich um eine einen Kilometer lange und 250 Mio. Jahre alte Tropfsteinhöhle, die 1981 erstmals geöffnet und erkundet und 1983 für die Öffentlichkeit zugänglich gemacht wurde. In der Höhle herrschen ganzjährlich 18 °C und heute kann sie auf 400 m Länge von Touristen besichtigt werden; in der Höhle befindet sich unter anderem ein 30 m hoher Wasserfall.

### Chopin-Denkmal
In Hamamatsu befindet sich ein Denkmal des polnischen Komponisten Frédéric Chopin. Bei dem Denkmal handelt es sich um eine Kopie im Maßstab 1:1. Das Original befindet sich im Warschauer Łazienki-Park.

### Matsuri
In Hamamatsu finden wie überall in Japan jährlich mehrere der typischen japanischen Volksfeste statt, die sogenannten Matsuri, die regional unterschiedlich sind und meist im Zusammenhang mit dem örtlichen Shintō-Schrein oder buddhistischen Tempel stehen oder auf anderen historischen Traditionen beruhen.

#### Hamamatsu-Matsuri
Vom 3. bis 5. Mai findet das Hamamatsu-Matsuri (浜松祭り) statt, das jährlich circa zwei Millionen Besucher anzieht. Hauptattraktion ist das Drachensteigen von handgefertigten Drachen, die bis zu 10 m² Fläche aufweisen und mit dicken Stricken von mehreren Männern im Wind gehalten werden müssen. Die Drachen bestehen nur aus den traditionellen Baumaterialien Bambus und Papier sowie den Faserseilen. Die über 150 Stadtteile (町) treten dabei im sportlichen Wettbewerb in unmittelbarer Nähe zu den großen Nakatajima-Sanddünen gegeneinander an und die Drachen werden zu Trompetenklängen in den Himmel gezogen. Neben vielen kleinen Stadtteilfesten präsentieren die Stadtteile am letzten Abend in einem großen Straßenumzug im Stadtzentrum ihren prunkvollen Festwagen in einer großen Parade, die den deutschen Trachtenumzügen äußerlich ähnlich sind. Gekleidet in einfache Feströcke uniformieren sich die Teilnehmer jedes Stadtteils und ziehen mit Trommeln und Trompeten Richtung Innenstadt. Die Prachtwagen sind mit vielen kunstvollen Holzschnitzereien und Goldbezug versehen und muten wie ein mobiler Tempel an.
Das Matsuri geht vermutlich auf die über 400 Jahre alte Tradition zurück, als der damalige Herrscher über Hamamatsu zur Feier der Geburt seines erstgeborenen Sohns einen Drachen steigen ließ. Erste historische Dokumentationen über die Drachenwettkämpfe stammen allerdings erst vom Ende des 18. Jahrhunderts und der Umzug der Festwagen geht auf die Tradition des feierlichen Empfangs der in die Stadt zurückkehrenden Wettkämpfer zurück.

#### Hamakita Hiryū Matsuri
Das Hamakita Hiryū Matsuri (浜北飛龍まつり) findet am ersten Juniwochenende in der ehemaligen Stadt Hamakita (heute im gleichnamigen Stadtbezirk Hamakita-ku) statt. Es wird zu Ehren von Ryūjin gefeiert, dem Drachengott des Flusses Tenryū, der sich einem japanischen Drachen gleich durch den Stadtbezirk windet. Zu den Veranstaltungen gehören tagsüber das Drachensteigen (Hamakita Takoage) sowie ein Markt für lokale Spezialitäten aus der Region und am Abend das Drachen-Feuerfestival (Hiryū Himatsuri).

## Industrie und Handel
Hamamatsu ist eine bedeutende Industriestadt. Neben Firmen der Automobilindustrie (Yamaha, Honda, Suzuki) haben auch bekannte Hersteller von Musikinstrumenten (Roland, Yamaha, Kawai, Tokai Guitars) hier ihre Wurzeln und heute noch ihren Firmensitz oder größere Werke in der Stadt; daneben gibt es auch Unternehmen der Textil- und Bekleidungsindustrie, der Chemischen Industrie und Nahrungsmittelindustrie. Weiterhin hat mit Hamamatsu Photonics ein führendes Unternehmen der Spitzentechnologie seinen Ursprung und Hauptproduktionsstandorte in Hamamatsu.
In Folge der Globalisierung haben viele Firmen der Region seit den 1990er Jahren aus Kostengründen ihre Produktion ins Ausland verlagert, was zu einer zunehmenden Abnahme der Industrieproduktion führte. Seit Anfang der 2000er Jahre versucht die Landesregierung der Präfektur Shizuoka mit dem Aufbau des Shizuoka Triangle Research Clusters lokale Forschungseinrichtungen, Universitäten und Firmen zu unterstützen und durch deren Zusammenarbeit Technologiezentren im Bereich Medizin/Pharmakologie (Pharma Valley), Lebensmittelindustrie (Food Science Hill) und Optik/Elektronik (Photon Valley) aufzubauen. Das sogenannte Photon Valley umfasst dabei die westliche Region von Shizuoka um Hamamatsu mit seinen Universitäten und High-Tech-Firmen im Bereich der Optoelektronik. Dabei werden auch Kontakte zu Forschungs- und Industriestandorten in diesem Bereich in Deutschland – speziell in der Region um Jena (wie z. B. Jenoptik oder das Institut für Photonische Technologien) – unterhalten.

## Bildung
In Hamamatsu gibt es mehrere staatliche und private Universitäten. Die Fakultäten für Ingenieurwissenschaft und für Informatik der Universität Shizuoka befinden sich auf dem Hamamatsu-Campus. 1949 wurde diese aus einem Zusammenschluss mehrerer staatlicher Schulen gegründet, zu denen unter anderem das 1922 gegründete Technikum Hamamatsu gehörte, bekannt für die Forschung zum Thema Fernsehen von Takayanagi Kenjirō. 1974 wurde die staatliche Hamamatsu University School of Medicine (浜松医科大学 Hamamatsu Ika Daigaku) gegründet, 1988 die private Tokoha Gakuen Hamamatsu Universität (常葉学園浜松大学 Tokoha Gakuen Hamamatsu Daigaku) sowie 2002 die Seirei Christopher Universität (聖隷クリストファー大学 Seirei Kurisutofa Daigaku) und 2004 die Hamamatsu-Gakuin-Universität (浜松学院大学 Hamamatsu Gakuin Daigaku).

## Verkehr

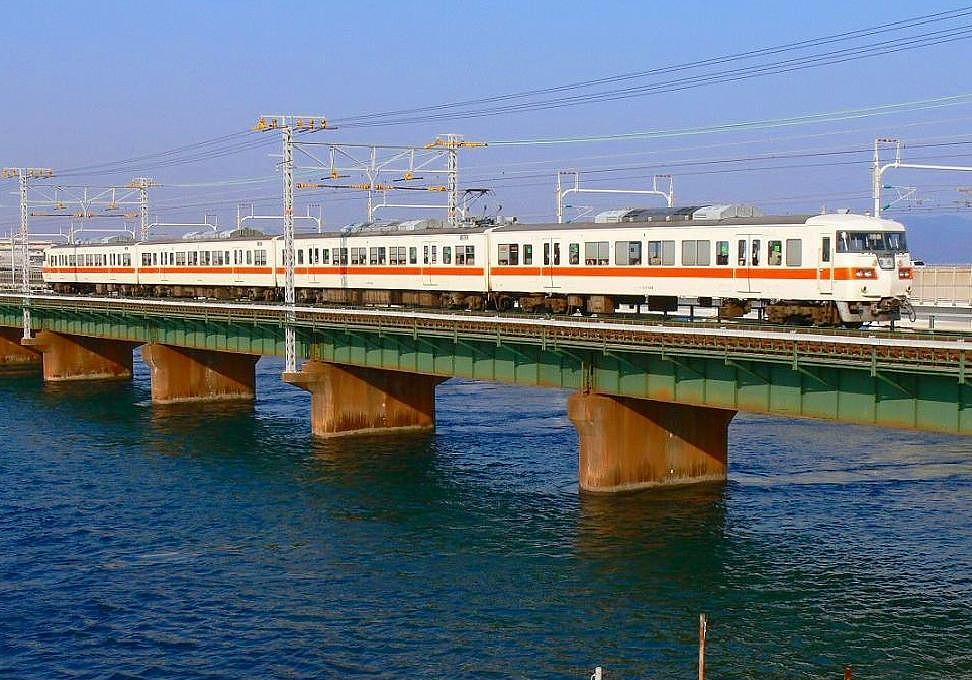
Zug der Tōkaidō-Hauptlinie am Hamana-See

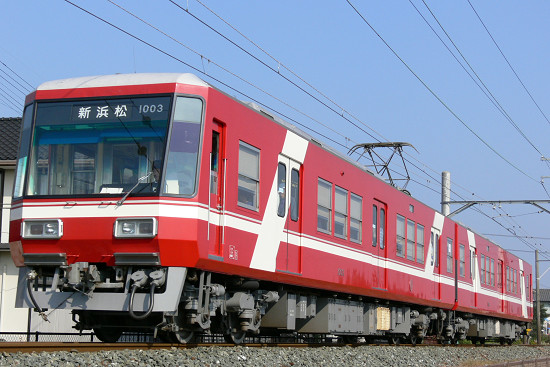
Der Akaden („Roter Zug“) der Enshū-Bahnlinie

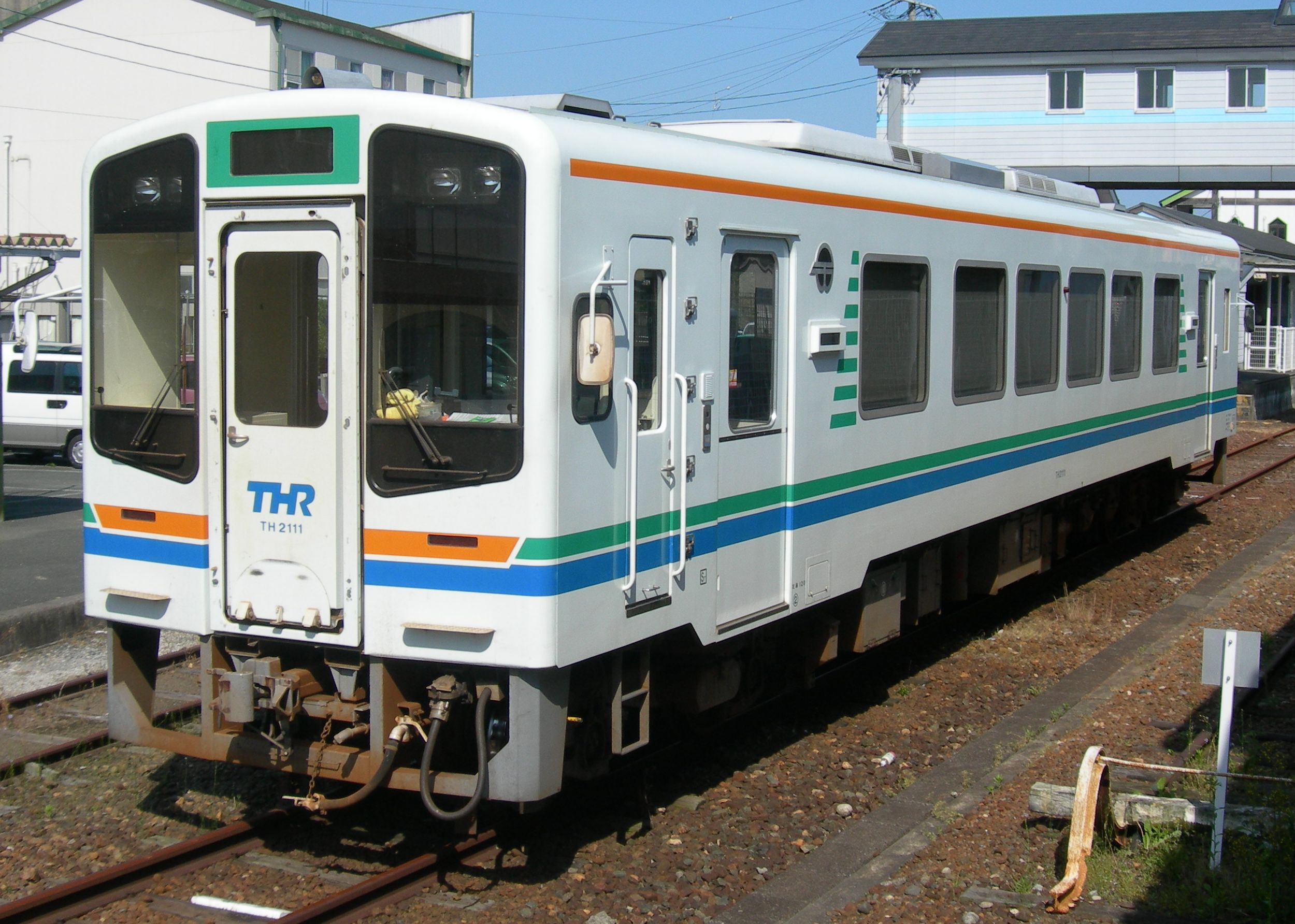
Zug der Tenryū-Hamanako-Bahnlinie

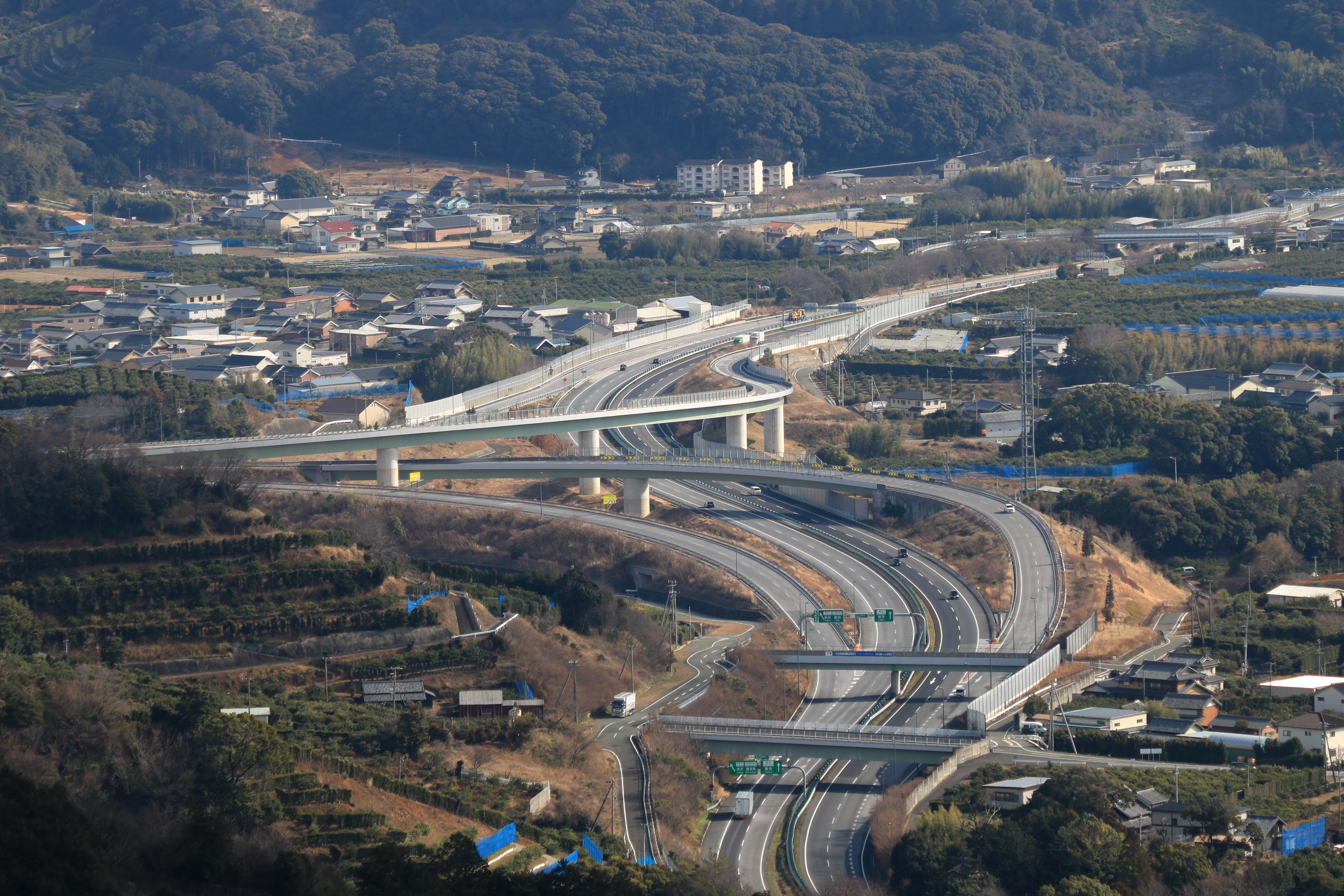
Die Shin-Tōmei-Autobahn („Neue Tōmei-Autobahn“) in Mikkabi (Kita-ku) kurz vor der Eröffnung 2012

Hamamatsu lag während der Edo-Zeit an der wichtigen Post- und Handelsstraße Tōkaidō und war auf jener eine Poststation (宿場町 Shukuba-machi). Die Shizuoka mit Nagoya verbindende Nationalstraße 1, die hauptsächlich entlang der alten Tōkaidō verläuft, führt heute ebenfalls durch die Stadt und Hamamatsu ist weiterhin ein wichtiger Verkehrsknotenpunkt auf der Tōkaidō-Hauptlinie.

### Öffentlicher Nah- und Fernverkehr
Die Stadt besitzt einen Shinkansen-Halt am JR-Bahnhof Hamamatsu, an dem auch Expresszüge vom Typ Hikari halten, die für die Fahrt nach Tokio bzw. Osaka nur knapp über 1,5 Stunden Fahrzeit benötigen. Außerdem halten alle Shinkansen vom Typ Kodama. Für den lokalen öffentlichen Personennahverkehr kommt hauptsächlich ein Bussystem des Verkehrsunternehmens Enshū Tetsudō zum Einsatz, das sternförmig vom zentralen Busterminal am Hauptbahnhof bedient wird und besonders das ursprüngliche Stadtgebiet von Hamamatsu umfasst. Zur Anbindung des Stadtbezirks Hamakita im Norden dient die eingleisige Enshū-Bahnlinie (鉄道線 Tetsudō-sen), auch Akaden („Roter Zug“) genannt. Diese verläuft vom Bahnhof Shin-Hamamatsu im Süden bis zum Bahnhof Nishi-Kajima im Stadtbezirk Tenryū (nordöstliche Grenze von Hamakita), wo auch die zwischen den Städten Kakegawa und Kosai verkehrende eingleisige Tenryū-Hamanako-Linie (天竜浜名湖線 Tenryū Hamanako-sen) vorbeiführt. Diese verläuft von dort durch die Stadtbezirke Hamakita und Kita, vorbei am Nordufer des Hamana- und Inohana-Sees.

### Straßenverkehr
Neben der Nationalstraße 1 verlaufen noch weitere Nationalstraßen durch Hamamatsu (siehe Tabelle). Darüber hinaus hat die Stadt zwei Anschlussstellen an die mautpflichtige Tōmei-Autobahn, die Tokyo mit Nagoya verbindet. Die im Bau befindliche und unter anderem in Hamamatsu 2012 schon teileröffnete Shin-Tōmei-Autobahn verläuft weiter landeinwärts parallel zur alten Tōmei-Autobahn und soll diese zukünftig entlasten.
| Straße             | Verlauf in Japan (Länge)                                 | Verlauf in Hamamatsu |
| ------------------ | -------------------------------------------------------- | --- |
| Nationalstraße 1   | Wichtigste Ost-West-Straße zw. Tokio mit Osaka (565 km). | Aus Iwata kommend durchquert sie die Stadtbezirke Minami und Nishi und führt dann nach Kosai; verläuft hauptsächlich an der Küste entlang; überquert den Ausgang des Hamana-Sees mit der Hamana-Brücke.               |
| Nationalstraße 42  | Verbindet Hamamatsu mit der Stadt Wakayama (505 km).     | Zweigt westlich hinter dem Hamana-See von der Nationalstraße 1 ab. |
| Nationalstraße 150 | Verbindet Hamamatsu mit der Stadt Shizuoka (102 km).     | Zweigt im Osten des Stadtbezirks Minami von der Nationalstraße 1 ab und ist die südliche Route nach Shizuoka (nördliche entlang der 362).                                                                             |
| Nationalstraße 152 | Verbindet Hamamatsu mit der Stadt Ueda (252 km).         | Im Osten von der Nationalstraße 1 abzweigend verläuft sie erst ins Stadtzentrum, dann nach Norden parallel zur Enshū-Bahnlinie durch Hamakita und weiter durch den Stadtbezirk Tenryū bis zur nördlichen Stadtgrenze. |
| Nationalstraße 257 | Verbindet Hamamatsu mit der Stadt Takayama (542 km).     | Mittig an der Küste von der Nationalstraße 1 abzweigend (Nishi), verläuft sie dann durch die Stadtbezirke Naka und Kita bis zu westlichen Stadtgrenze.                                                                |
| Nationalstraße 301 | Verbindet die Städte Kosai und Toyota (100 km).          | Von Kosai kommend verläuft sie im westlichen Zipfel des Kita Stadtbezirks entlang der Westküste des Inohana-Sees, der direkt über dem Hamana-See liegt.                                                               |
| Nationalstraße 362 | Verbindet die Städte Shizuoka und Toyokawa (157 km).     | Von Osten kommend im unteren Teil des Tenryū Stadtbezirks verläuft sie nach Westen durch Kita, an der nördlichen Küste des Inohana-Sees vorbei (schneidet dort die 301).                                              |
| Nationalstraße 473 | Verbindet die Städte Makinohara und Gamagōri (248 km).   | Im Stadtgebiet von Hamamatsu ist diese Nationalstraße im Osten die 362 und im Nordwesten die 152 bis kurz vor Sakuma im Norden des Stadtbezirks Tenryū.                                                               |

### Flughäfen
Hamamatsu besitzt keinen zivilen Flughafen. Bis 2005 war der damals noch internationale Flughafen Nagoya der nächstgelegene. Dieser wurde durch die Eröffnung des Flughafens Chūbu in der Präfektur Aichi abgelöst, der 87 km westlich von Hamamatsu liegt. Der östlich gelegene nationale Flughafen Shizuoka ist 43 km entfernt und wurde 2009 eröffnet.

## Sport
Im Stadtbezirk Higashi-ku befindet sich die 8.000 Personen fassende Hamamatsu Arena. Die Mehrzweckhalle wurde 1990 eröffnet und ist Heimarena des Basketballteams Hamamatsu Higashimikawa Phoenix (bj league). Unter anderem wurden hier auch einige der Vorrundenspiele der Basketball-Weltmeisterschaft 2006 ausgetragen.
Im Stadtbezirk Kita-ku befindet sich das Honda-Miyakoda-Fußballstadion (Kapazität 4.000 Zuschauer) des Honda FC, der seit 1999 in der Japan Football League spielt.
Hamamatsu ist auch die Heimat des Leichtathletikclubs Suzuki Hamamatsu Athlete Club, der am 1. April 2010 gegründet wurde. Dieser Club bzw. sein Vorläufer, der Suzuki Leichtathletik-Club, hat einige international erfolgreiche Sportler hervorgebracht, so z. B. die Weitspringerin Kumiko Imura.

## Militär

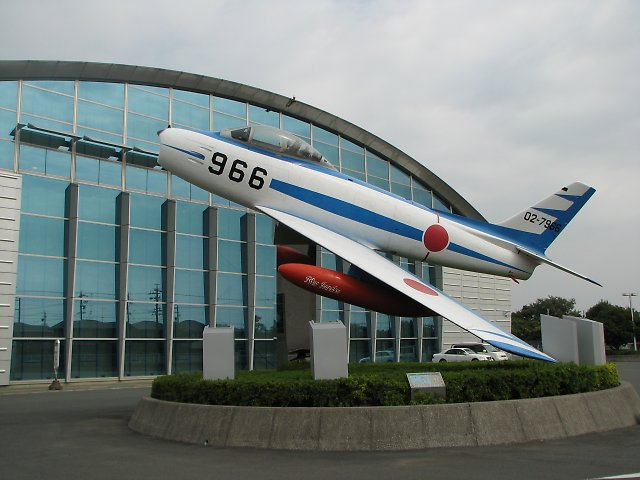
Gate Guardian beim japanischen Luftwaffenstützpunkt Hamamatsu

Im Zweiten Weltkrieg war Hamamatsu ein Militärstützpunkt. Auch heute befindet sich noch ein großes Militärgelände im Nordwesten der Stadt, das v. a. vom Luftwaffenstützpunkt und seinem Flughafen dominiert wird. Jets der Typen F14 und F15 sind beinahe allmorgendlich am Himmel zu sehen.

## Stadt der Musik
Hamamatsu trägt als Beinamen den Titel „Stadt der Musik“. Neben dem Kawai-, Roland- und Yamaha-Stammwerk für Klaviere, Flügel und Keyboards verfügt Hamamatsu auch über eine bedeutende Musikhochschule, ein bekanntes Orchester mit eigenem Konzertsaal (die Music Hall in der Büro- und Hotelanlage ACT City) sowie eine umfangreiche Instrumentensammlung aus mehreren Jahrhunderten, die im örtlichen Musikmuseum zu sehen ist.
Seit 1991 findet im dreijährigen Rhythmus die Hamamatsu International Piano Competition statt, an der junge Pianisten aus aller Welt teilnehmen. Den zweiten Preis errang zum Beispiel im Jahre 2000 der russische Pianist Alexander Kobrin.

## Söhne und Töchter der Stadt
- Hiroshi Amano (* 1960), Physiker, Nobelpreisträger
- Takuma Aoshima (* 1993), Fußballspieler
- Barasui (* 1980), Mangaka
- Yūri Chinen (* 1993), Schauspieler und Sänger
- Hironoshin Furuhashi, Schwimmer
- Sōichirō Honda (1906–1991), Unternehmer
- Hiroki Itō (* 1999), Fußballspieler
- Tatsuhiko Itō (* 1998), Langstreckenläufer
- Yasuhide Itō (* 1960), Komponist, Dirigent und Pianist
- Keisuke Kinoshita (1912–1998), Filmregisseur und Drehbuchautor
- Takaaki Kinoshita (* 1993), Fußballspieler
- Issei Kumatoriya (* 2003), Fußballspieler
- Shimizu Hiroshi (1903–1966), Regisseur
- Kō Matsubara (* 1996), Fußballspieler
- Yoshika Matsubara (* 1974), Fußballspieler
- Takuya Matsuura (* 1988), Fußballspieler
- Kiiti Morita (1915–1995), Mathematiker
- Seiya Nakano (* 1995), Fußballspieler
- Koki Narita (* 1994), Fußballspieler
- Ayumi Niekawa (* 1994), Fußballspieler
- Yūki Oshitani (* 1989), Fußballspieler
- Tomoki Ōta (* 1997), Langstreckenläufer
- Maito Santos (* 1992), Fußballspieler
- Gorō Shimura (1930–2019), Mathematiker
- Ryū Shionoya (* 1950), Politiker
- Kōji Suzuki (* 1957), Schriftsteller
- Matsudaira Tadayoshi (1580–1607), Daimyō der frühen Edo-Zeit
- Kotomi Takahata (* 1989), Tennisspielerin
- Ryō Takeuchi (* 1991), Fußballspieler
- Sakamoto Tarō (1901–1987), Historiker
- Masayoshi Uchida (1898–1945), Schwimmer und Wasserspringer
- Hiromi Uehara (* 1979), Jazz-Pianistin
- Hiroki Yamada (* 1988), Fußballspieler
- Kishō Yano (* 1984), Fußballspieler
- Tomoko Yoshida (* 1934), Schriftstellerin
- Toriko Yoshikawa (* 1977), Schriftstellerin

## Angrenzende Städte und Gemeinden
- Iwata
- Kosai
- Toyohashi